# جوزيف بول فرانكلين
جوزيف بول فرانكلين (بالإنجليزية: Joseph Paul Franklin) (من مواليد 13 أبريل 1950) هو سفاح أمريكي. وقد أدين في العديد من جرائم القتل، وقد حكم علية بستة عقوبات من السجن مدى الحياة، فضلا عن حكم بالإعدام. اعترف بمحاولة اغتيال اثنين من الرجال البارزين: ناشر مجلة لاري فلينت في عام 1978 والناشط بالحقوق المدنية فيرنون جوردان جونيور، في عام 1980. كلاهما نجا من الموت ولكن، خلفت إصابة فلينت بالشلل الكامل من الخصر إلى أسفل الجسم. لم يدن فرانكلين في أي من تلك الحالات.
ونظرا لأن فرانكلين قد غير مرارا اعترافاته، فإنه من المحتمل أن المحققين لم يحددوا المدى الكامل لجرائمه. وقد تم دحض مزاعمه حول الدافع العنصري من قبل الشاهد الخبير في شؤون الدفاع الذي شهد في عام 1997 أن فرانكلين كان يعانى من الجنون أو بارانويا انفصام الشخصية الذي لم يكن ليدعه مهيئا للمثول للمحاكمة.
فرانكلين هو حاليا على قائمة المحكوم عليهم بالإعدام ينتظرون تنفيذ حكم الإعدام في ولاية ميسوري لقتله عام 1977 جيرالد غوردون. وقد وضعت المحكمة العليا ميزوري 20 نوفمبر 2013 موعدا للتنفيذ. النائب العام بميسوري كريس كوستر قال في بيان ان تحديد مواعيد التنفيذ، فإن المحكمة الولاية العليا «اتخذت خطوة مهمة للإحاطة قد تحققت وسوف يتم يتم أخيرا تحقيق العدالة للضحايا وأسرهم.» شرط أن ولاية ميسوري سوف تقوم بإعادة المادة المخدرة البروبوفول إلى الصانع الألماني الذي يعارض عقوبة الإعدام حيث يتم التأجيل على التنفيذ حتى يتم تحديد مصدر بديل. قاضي المحكمة الجزئية الأمريكية نانيت لاوجيرى منح وقف التنفيذ في 19 نوفمبر 2013 ردا على اقتراح من جانب دفاع فرانكلين أن استخدام المادة المخدرة بنتوباربيتال في حقنة قاتلة من شأنها أن تشكل عقوبة قاسية وغير عادية.

## النشأة
ولد جيمس كلايتون فون في موبايل، ألاباما، لأسرة فقيرة. عانى إيذاء بدنيا شديدا وهو طفل. في وقت مبكر من المدرسة الثانوية، كان قد أصبح مهتما ابصفة أساسية بالمسيحية الإنجيلية، والنازية، والتحق في وقت لاحق بعضوية كلا من حزب الشعب الأبيض الوطني الاشتراكي وكو كلوكس كلان.
في عام 1976 في سن ال 26، قال انه غير اسمه إلى جوزيف بول فرانكلين. وقال انه اختار جوزيف بول تكريما لبول جوزيف غوبلز و' فرانكلين بعد بنيامين فرانكلين.

## الزواج والأسرة
تزوج في عام 1979، وكان له ابنة. هو وزوجته قد إنفصلا في وقت لاحق.

## الجرائم
لجزء كبير من حياته، كان فرانكلين التائه، كثير التجوال صعودا ونزولا على الساحل الشرقي يبحث عن فرص ل«تطهير العالم» من الناس الذي يعتبرهم الأدنى شأنا، خصوصا السود واليهودs. وقال انه دعم نفسه من خلال سرقة البنوك وغالبا بيع أو تداول المدافع التي استخدمها لقتل الآخرين [بحاجة لمصدر]. على الرغم من كونه جزئيا أعمى في عينه اليسرى وأعمى تماما في عينه اليمنى، كان فرانكلين هداف يتقن، قتل معظم ضحاياه من أكثر من 100 قدم [بحاجة لمصدر].هاجم غالبية الضحايا من مسافة بعيدة. وقال انه كان على درجة عالية من القتل المنظم الذي من شأنه أن يخطط مسبقا عدة طرق للهروب والتقنيات التي لا تترك أي دليل[بحاجة لمصدر].
مستوى فرانكلين من تصاعد العنف، وقبل ارتكابه أول جريمة قتل معروفة له قال انه حرق وقصف كنيس ورش صولجان في بضع حوادث مختلطة عرقيا. ابتداء من عام 1977، وذهب من فورة للقتل، مع الاستمرار في سرقة البنوك. وقد اعترف بعنصرية أيديولوجية؛، وقال إن الله أراد له أن يبدأ حرب عرقية.
كانت اهدافه مزدوجة الأخلاط العرقية، الذي وصفه ب "MRCs." وفي المقابلات، أوضح أنه خطط لعمليات القتل والهرب في وقت مبكر، في كثير من الأحيان قام بتغيير أسلوب تصفيف الشعر واللون، وكذلك تغيير الملابس والسيارات في كثير من الأحيان. وقال انه استمع إلى نداءات الشرطة أثناء هروبه.
في مناسبة واحدة، وقال انه هدد بقتل الرئيس جيمي كارتر لآراءه الموالية للحقوق المدنية. وقال انه يهدف أيضا لاطلاق النار على جيسي جاكسون، ولكنه يرى أن الاحتياطات الأمنية لجاكسون، ومن ثم محاولة اغتياله تصبح مستحيله. أطلق النار فيرنون جوردان في عام 1980 بدلا من ذلك، مما أدى إلى مصرعه.

## قائمة الجرائم

### 1976
- 6 سبتمبر 1976: تتبع فرانكلين زوجين عرقيين أسفل زقاق رش عليهم mace.

### 1977
- 29 يوليو 1977: بيت شولوم كنيس في تشاتانوغا تم إلقاء قنابل حارقة. وقد اعترف فرانكلين بالجريمة.[5]
- 7 أغسطس 1977: مرتديا لباس رعاة البقر، فرانكلين قتل بالرصاص رجلا أسود وامرأة بيضاء، ألفونس مانينغ وتوني Schwenn، بينما كان يقود سيارته هاربا بعد سطو على بنك في ماديسون، ويسكنسن. وأصيب بخيبة أمل نظرا لسرعة القيادة البطيئة لمانينغ واسترد انتباهه في هذه العملية بعد توقفت مانينغ بسيارته وخروجه منها؛ التقط فرانكلين مسدسا مسروقا وأطلق عليه النار، ثم سار بعد ذلك إلى سيارة الضحية وأطلق النار على صديق مانينغ. في 14 فبراير 1986، حصل على اثنين من عقوبات بالسجن مدى الحياة لجرائم القتل هذه.
- 8 أكتوبر 1977: فرانكلين اختبأ في العشب الطويل وراء عمود تلغراف في بريث شالوم، كنيس يهودي في ريتشموند هايتس، ميزوري وتستخدم بندقية صيد لقتل جيرالد غوردون وجرح اثنين آخرين. اعترف هذا في عام 1995 وتمت محاكمته في عام 1997. وكان قد أدين بتهمة القتل وحكم عليه بالإعدام من قبل الحقنة المميتة في مركز الإصلاحية بوتوسي في بوتوسي، ميزوري.[5]

### 1978
- إدعي أن فرانكلين، في 6 مارس 1978، قال انه استخدم بندقية عيار.44 لكمين المزاحم للناشر لاري فلينت ومحاميه جين ريفز في رينسيفيل، جورجيا. وقال فرانكلين في اعترافه هذا جاء ردا على طبعة من المزاحم عرض الجنس بين الأعراق .[5] جاء الاعتراف بعد سنوات من اطلاق النار. وكان فلينت بالشلل من الخصر إلى أسفل. فلينت اعتقد أن فرانكلين قد اعترف، ولكن لم تكن هناك أية إتهامات في القضية. وقد ذكر العديد من وكالات إنفاذ القانون (ولكن ليس كل) من التحقيق في إطلاق النار التي كانوا يعتقدون الآن إمكانية قوية أن فرانكلين كان مطلق النار على فلينت.[بحاجة لمصدر]
- 29 يوليو 1978: فرانكلين اختبأ بالقرب من بيتزا هت في تشاتانوغا، وأطلق النار وقتل براينت تاتوم باستخدام بندقية عيار 12، وأنه قتل صديقته، نانسي هيلتون، ولكنها لم تقتل. اعترف فرانكلين بأنه مذنب، وقد حصل على عقوبة السجن مدى الحياة، فضلا عن إدانة لعملية سطو مسلح لا علاقة لها في عام 1977.[5]

### 1979
- 12 يوليو 1979: تاكو بيل وهو مدير هارولد ماكيفر (27)، رجل أسود، وقد أصيب بطلق نارى مميت من خلال نافذة من 150 يارد (140 م) في دورافيل، جورجيا. اعترف فرانكلين ولكن لم يحاكم على هذه الجريمة. وقال فرانكلين ان ماكيفر كان على اتصال وثيق مع النساء البيض، حتى انه قتله.[5]
- 18 أغسطس 1979: فرانكلين أطلق النار وقتل رجلا أسود يجلس في برجر كنج في فولز تشيرش بولاية فيرجينيا. اعترف فرانكلين بالقتل على شريط فيديو.
- 21 أكتوبر 1979: فرانكلين استخدم بندقية لقتل زوجين عرقيين، جيسي تايلور، الذي كان أسود، وماريان بريسيت، في أوكلاهوما سيتي. لم يتم محاكمته عن هذه الجريمة.
- 5 ديسمبر 1979: أطلق فرانكلين النار وقتل العاهرة مرسيدس لين مايترز، البالغة من العمر 15 عاما والذي كان يعيش معها سابقا في مقاطعة ديكالب. وقالت لفرانكلين أن لديها زبائن من السود.

### 1980
- 8 يناير أو 11 يناير 1980: فرانكلين قتل رجل يبلغ من العمر 19 عاما في هجوم الأسود بندقية لمسافات طويلة في انديانابوليس. فرانكلين ينتظر المحاكمة بتهمة القتل المشدد.
- 16 يناير أو 17 يناير 1980: فرانكلين النار على رجل مسن أسود مع نفس بندقية من 150 يارد (140 م) في انديانابوليس. ينتظر المحاكمة بتهمة القتل المشدد.
- 2 مايو، 1980: أطلق فرانكلين النار على هتشكوك ريبيكا بيرجستروم مع مسدس في مقاطعة مونرو، ويسكنسن. اعترف فرانكلين بالقتل في عام 1984.
- 29 مايو 1980: يقول فرانكلين أنه أطلق النار وأصاب بجروح خطيرة ناشط الحقوق المدنية ورئيس الرابطة الحضرية فيرنون جوردان جونيور بعد رؤيته مع امرأة بيضاء في فورت واين، إنديانا. نفى فرانكلين في البداية الاعتراف بأية جزئية من هذه الجريمة، وكان قد صدرت براءة من الجريمة، ولكن في وقت لاحق اعترف.[5]
- 8 يونيو 1980: اعترف فرانكلين بقتل أبناء الأعمام داريل لين (14) ودانتي ايفانز براون (13) في مدينة سينسيناتي بولاية أوهايو.عندما كانوا في الانتظار على الجسر، وقال إن إطلاق النار كان بقصد زوجين مختلطى الأعراق وقال انه أطلق النار على الأولاد بدلا من ذلك. أدين في عام 1998 وحصل على اثنين من الأحكام بالسجن مدى الحياة لهذه الجرائم.[7]
- 15 يونيو 1980: قتل فرانكلين وقتل زوجين عرقيين، آرثر يخمد (22) وكاثلين ميكيولا (16)، في جونستاون بولاية بنسلفانيا. وقد اعترف فرانكلين، على الرغم من أن ولاية بنسلفانيا لم تقم بإستلامه ومحاكمته.
- 25 يونيو 1980: استخدم فرانكلين مسدسا لقتل روجر البالغ من العمر 44 اثنين متنقل بالإيقاف، نانسي سانتوميرو (19) وفيكي دوريان (26)، في [[مقاطعة بوكاهونتاس،

## الإدانة والسجن
حاول فرانكلين الهروب أثناء محاكمته بولاية ميسوري عام 1997 بتهمة قتل جيرالد غوردون. وكان قد أدين بتهمة القتل. الطبيب النفسي دوروثي Otnow لويس، الذي كان قد قابله في الطول، وشهد للدفاع إنه يعتقد أنه كان مصابا بالخوف وذعر الفصام وغير صالح للمثول أمام المحكمة. وأشار إلى تفكيره الوهمي وتاريخ الطفولة من سوء المعاملة الشديدة.
في أكتوبر عام 2013، دعا فلينت إلى استخدام الرأفة لفرانكلين، مؤكدا «أن الحكومة التي تحظر القتل بين مواطنيها لا ينبغي أن يكون من ضمن أعمالها قتل الناس أنفسهم.»
وضع فرانكلين على قائمة المحكوم عليهم بالإعدام في مركز بوتوسي الإصلاحية بالقرب من النقطة المعدنية، ميزوري. في أغسطس 2013 أعلنت المحكمة العليا في ولاية ميسوري أن فرانكلين سيعدم في وقت لاحق من ذلك العام يوم 20 نوفمبر. أغلن النائب العام في ميسوري كريس كوستر وقال في بيان انه بتحديد مواعيد التنفيذ، فإن المحكمة العليا للولاية «قد اتخذت خطوة مهمة نحو الطريق الصحيح ويتم أخيرا تحقيق العدالة للضحايا وأسرهم».

## الإعدام
وتعقد تنفيذ حكم الإعدام لفرانكلين لأنها وقعت خلال فترةالإتحاد الأوربى لحظر تصدير الحقنة القاتلة . عندما رفضت مختلف شركات الأدوية الأوروبية أو اعترضت على أسس أخلاقية إلى وجود أدويتها المستخدمة في الحقنة المميتة  ردا أعلنت ولاية ميسوري أنها سوف تستخدم لتنفيذ الإعدام لفرانكلين يسفر عن دواء واحدا مع الأخذ بعين الاعتبار أنها لن تكشف عن اسمه علم التركيبات الصيدلية.
قبل يوم واحد من إعدامه، قاضي المحكمة الجزئية الأمريكية نانيت لاوجيرى (جيفرسون سيتي) منح وقف التنفيذ بسبب المخاوف التي أثيرت حول أسلوب جديد للتنفيذ. منح تأجيلا ثانيا مساء من قبل قاضي المحكمة الجزئية الأمريكية كارول إى جاكسون (بسانت لويس)، استنادا إلى دعوى من فرانكلين حيث قال انه غير مؤهل عقليا للتنفيذ. ألغت محكمة الاستئناف بسرعة كل اعتراض، والمحكمة العليا في وقت لاحق رفضت الاستئناف النهائي.
فرانكلين كان قد أعدم في لاستقبال الشرقي، مركز تشخيص الإصلاحية في بون تير، ميزوري في 20 نوفمبر 2013. بدأ التنفيذ في 06:07 CST وأعلنت وفاته في 06:17 CST. كان إعدامه أول استخدام للحقنة المميتة في ولاية ميسوري بنتوباربيتال وحدها بدلا من كوكتيل ثلاثة المخدرات التقليدية.
وقال صحفي لوكالة الأنباء أسوشيتد برس أن فرانكلين قد ابتلع كما تقرر تقريبا خمسة جرامات من بنتوباربيتال.وقد استغرق الأمر 10 دقائق حتى أعلنت وفاته.

## التخلى عن آراء العنصرية
في مقابلة مع ش لويس بوست ديسباتش صحفية نشرت يوم الاثنين 17 نوفمبر عام 2013، قال فرانكلين أنه كان قد تخلى عن آرائه العنصرية. وقال ان دوافعه كانت «غير منطقية»، وكان ذلك جزئيا نتيجة للتنشئة المسيئة. وقال انه كان قد تفاعل مع السود في السجن، مضيفا:«رأيت الناس كانوا مثلنا تماما.»

## الترتيبات في وسائل الإعلام
وليام L. بيرس كتب رواية، هنتر (1989)، نشرت تحت اسم مستعار أندرو ماكدونالد. Pierce, founder of the National Alliance ‏ dedicated the book to Joseph Paul Franklin.

## قراءات إضافية
- Mel Ayton, Dark Soul of the South: The Life and Crimes of Racist Killer Joseph Paul Franklin, Potomac Press, Inc., 2011

## الروابط الخارجية
- "Joseph Paul Franklin". مؤرشف من الأصل في 2000-08-18. اطلع عليه بتاريخ 2013-11-22., Court TV: police photography
- "Joseph Paul Franklin, second trial". Court TV. مؤرشف من الأصل في 2003-10-23. اطلع عليه بتاريخ 2013-11-22.
- Malcolm Gladwell, "Damaged", New Yorker, February 24, 1997
- "Joseph Paul Franklin", Criminal Mindscape, at تي في.كوم
- جوزيف بول فرانكلين على موقع IMDb (الإنجليزية)
- جوزيف بول فرانكلين على موقع ميوزك برينز (الإنجليزية)
- جوزيف بول فرانكلين على موقع قاعدة بيانات الفيلم (الإنجليزية)